# Serindere, Sincik
Serindere là một xã thuộc huyện Sincik, tỉnh Adıyaman, Thổ Nhĩ Kỳ.